# Łódź Radogoszcz Zachód
Łódź Radogoszcz Zachód – przystanek kolejowy w Łodzi, znajdujący się między ul. 11 Listopada i Rodzinnym Ogrodem Działkowym „Czeremcha” (między stacjami Zgierz i Łódź Żabieniec). Budowa przystanku związana była z projektem Łódzkiej Kolei Aglomeracyjnej.

## Ruch pasażerski[2]
| Rok  | Wymiana pasażerska na dobę |
| ---- | -------------------------- |
| 2017 | 200-299                    |
| 2018 | 300-499                    |
| 2019 | 500-699                    |
| 2020 | 200-299                    |
| 2021 | 300-499                    |
| 2022 | 500-699                    |
| 2023 | 500-699                    |